# Instituto Japonés de Mantenimiento de Plantas
JIPM (Japanese Institute of Plant Maintenance)
El Instituto Japonés de Mantenimiento de Plantas es el ente encargado de facilitar o promocionar la buena gestión en torno a la producción segura y eficiente, con alcance a todas las industrias. Inicio labores en 1961, como un comité dependiente de la JMA (Japanese Management Association), Asociación Japonesa de Administración.
El JIPM anualmente premia a las empresas alrededor del mundo que presentan una correcta aplicación de TPM, en diferentes niveles de acuerdo al avance de pasos de Mantenimiento Autónomo y al alcance en la organización, desde el TPM Producción (cinco pilares o pilares de confiabilidad), hasta el TPM completo (ocho pilares e incluyendo la cadena de valor, desde proveedores hasta distribuidores)
La labor del JIPM se centra en los siguientes objetivos:
- Investigación y desarrollo de tecnologías para producción eficiente.
- Recopilación y difusión de información y materiales sobre las tecnologías de producción.
- Certificar las habilidades para las actividades de producción.
- Intercambio de información con diversas organizaciones a nivel, en relación con la implantación de TPM.
- La presentación de los premios por logros en la implantación de TPM.